# Julia Behr
Julia Behr (fl.1865–1890) foi uma artista nascida em Berlim que se estabeleceu na Grã-Bretanha e exibiu pinturas de retratos regularmente durante o último quarto do século XIX.

## Biografia
Behr nasceu em Berlim e chegou a Londres com uma carta de apresentação de uma princesa da Prússia. Embora Behr tivesse um livro publicado ainda adolescente, ela concentrou-se na pintura, frequentando aulas de arte em Paris e Bruxelas, onde exibiu um retrato da sua mãe. Em Paris ela estudou com Ary Scheffer. Os seus retratos, muitas vezes de temas literários, incluindo alguns em tamanho real, receberam elogios da crítica. Em 1864 ela apresentou a pintura Little Crown Maker na Exposição de Berlim. Entre 1865 e 1874, Behr exibiu vários trabalhos em galerias comerciais em Londres. O seu retrato da esposa do general Kupka foi exposto em Bruxelas durante 1869. Ela teve pelo menos três obras expostas na Royal Academy em Londres durante 1873 e 1874. Behe também expôs na Society of British Artists, na Royal Hibernian Academy e, em 1876, na Society of Women Artists. No ano anterior, Behr expôs um retrato de uma Medemoiselle Patteau em Bruxelas.